# Doanh nghiệp
}}
Doanh nghiệp hay doanh thương là một tổ chức kinh tế, có tên riêng, có tài sản, có trụ sở giao dịch ổn định, được đăng ký kinh doanh theo quy định của pháp luật nhằm mục đích thực hiện các hoạt động kinh doanh.
Cũng theo Luật Doanh nghiệp 2020 giải thích, kinh doanh là việc thực hiện liên tục một, một số hoặc tất cả công đoạn của quá trình từ đầu tư, sản xuất đến tiêu thụ sản phẩm hoặc cung ứng dịch vụ trên thị trường nhằm mục đích tìm kiếm lợi nhuận. Như vậy, doanh nghiệp là tổ chức kinh tế vị lợi, mặc dù thực tế một số tổ chức doanh nghiệp có các hoạt động không hoàn toàn nhằm mục tiêu lợi nhuận.

## Phân loại doanh nghiệp

### Theo bản chất kinh tế của chủ sở hữu
Bộ môn Kinh tế vi mô chia các tổ chức doanh nghiệp ra làm ba loại hình chính dựa trên hình thức và giới hạn trách nhiệm của chủ sở hữu:
- Doanh nghiệp tư nhân (Proprietorship).
- Doanh nghiệp hợp danh (Partnership).
- Doanh nghiệp trách nhiệm hữu hạn (Corporation).

Thông thường doanh nghiệp tư nhân chiếm tỷ trọng khá cao trong tổng số các doanh nghiệp, nhưng doanh nghiệp trách nhiệm hữu hạn lại chiếm tỷ trọng lớn nhất về doanh thu, đặc biệt trong các lĩnh vực đòi hỏi vốn lớn như sản xuất hàng hóa, tài chính,...
Số liệu thống kê ở Việt Nam từ năm 2005 đến 2008 cho thấy số lượng doanh nghiệp tăng nhanh từ khoảng 11 vạn lên hơn 20 vạn, trong đó tỷ trọng doanh nghiệp tư nhân giảm dần từ khoảng hơn 30% xuống hơn 20%, trong khi tỷ trọng doanh nghiệp trách nhiệm hữu hạn và công ty cổ phần tăng từ hơn 57% lên 67%. Tỷ trọng doanh nghiệp hợp danh không đáng kể.

### Căn cứ vào hình thức pháp lý doanh nghiệp
Căn cứ vào Luật Doanh nghiệp 2020 thì hình thức pháp lý của các loại hình doanh nghiệp ở Việt Nam bao gồm:
- Công ty trách nhiệm hữu hạn (bao gồm công ty trách nhiệm hữu hạn hai thành viên trở lên và công ty trách nhiệm hữu hạn một thành viên) là doanh nghiệp mà các thành viên trong công ty chịu trách nhiệm về các khoản nợ và nghĩa vụ tài sản khác của công ty trong phạm vi số vốn điều lệ của công ty.
- Công ty cổ phần là doanh nghiệp mà vốn điều lệ của công ty được chia thành nhiều phần bằng nhau gọi là cổ phần. Cá nhân hay tổ chức sở hữu cổ phần của doanh nghiệp được gọi là cổ đông và chịu trách nhiệm về các khoản nợ và các nghĩa vụ tài sản khác trong phạm vi số vốn đã góp vào doanh nghiệp.
- Công ty hợp danh là doanh nghiệp trong đó có ít nhất hai thành viên là chủ sở hữu của công ty, cùng kinh doanh dưới một cái tên chung (gọi là thành viên hợp danh). Thành viên hợp doanh phải là cá nhân và chịu trách nhiệm bằng toàn bộ tài sản của mình về các nghĩa vụ của công ty. Ngoài ra trong công ty hợp danh còn có các thành viên góp vốn.
- Doanh nghiệp tư nhân là doanh nghiệp do một cá nhân làm chủ và tự chịu trách nhiệm bằng toàn bộ tài sản của mình về mọi hoạt động của doanh nghiệp. Mỗi cá nhân chỉ được quyền thành lập một doanh nghiệp tư nhân.
- Các doanh nghiệp có vốn đầu tư nước ngoài được thành lập theo Luật đầu tư nước ngoài 1996 chưa đăng ký lại hay chuyển đổi theo quy định.

### Căn cứ vào chế độ trách nhiệm
Căn cứ vào chế độ trách nhiệm có thể phân loại các doanh nghiệp thành có chế độ trách nhiệm vô hạn và chế độ trách nhiệm hữu hạn
| Chế độ trách nhiệm vô hạn | Chế độ trách nhiệm hữu hạn  |
| ------------------------- | --------------------------- |
| Doanh nghiệp tư nhân      | Công ty trách nhiệm hữu hạn |
| Công ty hợp danh          | Cổng ty cổ phần             |

##### Doanh nghiệp có chế độ trách nhiệm vô hạn
Doanh nghiệp có chế độ trách nhiệm vô hạn là loại hình doanh nghiệp mà ở đó chủ sở hữu doanh nghiệp có nghĩa vụ phải trả nợ thay cho doanh nghiệp bằng tất cả tài sản của mình, khi doanh nghiệp không đủ tài sản để thực hiện các nghĩa vụ tài chính của nó.
Thực chất chế độ trách nhiệm vô hạn của loại doanh nghiệp này là chế độ trách nhiệm vô hạn của chủ sở hữu doanh nghiệp tư nhân và của thành viên hợp danh công ty hợp danh. Chủ sở hữu doanh nghiệp tư nhân và thành viên hợp danh sẽ chịu trách nhiệm đến cùng về mọi nghĩa vụ tài sản của doanh nghiệp mà không giới hạn ở phần tài sản chủ doanh nghiệp, các thành viên hợp danh đã bỏ vào đầu tư kinh doanh tại doanh nghiệp tư nhân và công ty hợp danh. Điều này có nghĩa là nếu tài sản của doanh nghiệp tư nhân và công ty hợp danh không đủ để thực hện các nghĩa vụ về tài chính của doanh nghiệp khi các doanh nghiệp này phải áp dụng thủ tục thanh lý trong thủ tục phá sản, chủ sở hữu doanh nghiệp và các thành viên hợp danh phải sử dụng cả tài sản riêng không đầu tư vào doanh nghiệp để thanh toán cho các khoản nợ của doanh nghiệp.

##### Doanh nghiệp có chế độ trách nhiệm hữu hạn
Theo pháp luật Việt Nam, các doanh nghiệp có chế độ trách nhiệm hữu hạn cụ thể gồm: công ty trách nhiệm hữu hạn, công ty cổ phần, doanh nghiệp liên doanh và doanh nghiệp 100% vốn đầu tư nước ngoài không tiến hành đăng ký lại theo Nghị định 101/2006/NĐ-CP.
Những doanh nghiệp có chế độ trách nhiệm hữu hạn là những doanh nghiệp mà ở đó chủ sở hữu chỉ phải chịu trách nhiệm về mọi khoản nợ và nghĩa vụ tài chính của doanh nghiệp trong phạm vi số vốn đã góp vào doanh nghiệp. Điều đó có nghĩa là khi số tài sản của doanh nghiệp không đủ để trả nợ thì chủ sở hữu không có nghĩa vụ phải trả nợ thay cho doanh nghiệp.
Chế độ trách nhiệm hữu hạn của các loại doanh nghiệp trên thực chất là chế độ trách nhiệm hữu hạn của các nhà đầu tư - thành viên/chủ sở hữu công ty.

## Các thuật ngữ khác
Ngoài ra còn có các thuật ngữ sau:
- Nhóm công ty là tập hợp các công ty có mối quan hệ gắn bó lâu dài với nhau về lợi ích kinh tế, công nghệ, thị trường và các dịch vụ kinh doanh khác. Nó gồm có các hình thức sau: công ty mẹ - công ty con, tập đoàn kinh tế...
- Doanh nghiệp nhà nước là doanh nghiệp trong đó nhà nước sở hữu trên 50% vốn điều lệ.
- Doanh nghiệp có vốn đầu tư nước ngoài là doanh nghiệp do nhà đầu tư nước ngoài thành lập để thực hiện hoạt động đầu tư tại Việt Nam hoặc doanh nghiệp Việt Nam do nhà đầu tư nước ngoài mua cổ phần, sáp nhập, mua lại.

## Văn hoá và giá trị
Văn hoá doanh nghiệp có thể được hiểu là toàn bộ các giá trị văn hoá được gây dựng nên trong suốt quá trình tồn tại và phát triển của một doanh nghiệp, trở thành các giá trị, các quan niệm và tập quán, truyền thống ăn sâu vào hoạt động của doanh nghiệp ấy và chi phối tình cảm, nếp suy nghĩ và hành vi của mọi thành viên của doanh nghiệp trong việc theo đuổi và thực hiện các mục đích chung. Marvin Bower - Tổng giám đốc, McKinsey Co. đã nói 'Văn hóa doanh nghiệp là tất cả các thành tố mà chúng ta đang thực hiện trong quá trình kinh doanh và di sản để lại cho thế hệ kế tiếp'.
- Các giá trị cốt lõi là yếu tố cần thiết và là niềm tin lâu dài của một tổ chức. Là một nhóm nhỏ các nguyên lý hướng dẫn ngàn đời, các giá trị cốt lõi không đòi hỏi sự minh chứng bên ngoài, chúng có giá trị và tầm quan trọng nội tại đối với những ai trong tổ chức đó.
- Ví dụ: Những giá trị cốt lõi của Công ty hoạt hình Walt Disney là trí tưởng tượng và lợi ích cho sức khỏe con người – những thứ này không xuất phát từ những nhu cầu của thị trường mà từ niềm tin nội tại của người sáng lập rằng: người ta phải nuôi dưỡng trí tưởng tượng và lợi ích cho sức khỏe con người và chỉ vậy mà thôi.
- Hệ thống giá trị cốt lõi là động lực chủ yếu thúc đẩy mọi người làm việc, hạt nhân liên kết mọi người trong doanh nghiệp với nhau, liên kết doanh nghiệp với khách hàng, đối tác của doanh nghiệp, liên kết doanh nghiệp với xã hội nói chung.